# Coccoloba brasiliensis
Coccoloba brasiliensis Nees & Mart. – gatunek rośliny z rodziny rdestowatych (Polygonaceae Juss.). Występuje naturalnie w Brazylii – w stanach Roraima, Bahia, Goiás, Mato Grosso oraz Minas Gerais.

## Morfologia
PokrójWiecznie zielony krzew dorastający do 1,5 m wysokości. Gałęzie są lekko owłosione.
LiścieIch blaszka liściowa jest nieco skórzasta i ma kształt od owalnego do podłużnie lancetowatego. Mierzy 2,5–5 cm długości oraz 2–3,3 cm szerokości, o nasadzie od niemal sercowatej do rozwartej i zaokrąglonym wierzchołku. Ogonek liściowy jest owłosiony i osiąga 6 mm długości. Gatka jest omszona, nietrwała i dorasta do 4–5 mm długości.
KwiatyJednopłciowe, zebrane w gęste grona o długości 7 cm, rozwijają się na szczytach pędów. Listki okwiatu mają owalny kształt i białą barwę.
OwoceMają jajowaty kształt, osiągają 9–10 mm długości oraz 5–6 mm szerokości.

## Biologia i ekologia
Rośnie w cerrado, na terenach skalistych. Występuje na wysokości około 1200 m n.p.m.